# Testen allgemeiner linearer Hypothesen
In der Testtheorie ist das Testen allgemeiner linearer Hypothesen, Testen linearer Hypothesen, allgemeine lineare Hypothesentests die Verallgemeinerung von Testproblemen in Regressionsmodellen. Dieses Testverfahren erlaubt im Vergleich zum t-Test das Testen mehrerer Nullhypothesen bezüglich einer Gruppe von Parametern in linearen Einzelgleichungsmodellen. Unter multiplen Hypothesentests versteht man zum einen den F-Test für das multiple Regressionsmodell, welcher sich dadurch auszeichnet, dass die Teststatistik des Hypothesentests unter der Nullhypothese einer F-Verteilung folgt und den t-Test für das multiple Regressionsmodell. Bei einem gewöhnlichen F-Test wird lediglich eine Einzelgleichung getestet.

## Ausgangslage
Da viele Variablen des Interesses nicht nur von einer unabhängigen Variablen abhängen, betrachtet man häufig eine abhängige Variable, die durch mehrere unabhängige Variablen erklärt werden sollen. Zum Beispiel ist die Gesamtproduktion einer Volkswirtschaft von dessen Kapitaleinsatz, Arbeitseinsatz und dessen Fläche abhängig. Solch eine multiple Abhängigkeit kommt der Realität viel näher und man gibt die Annahme der einfachen linearen Regression auf, bei der die Variable des Interesses nur von einer Variablen abhängt. Um solch eine multiple Abhängigkeit zu modellieren, betrachten man als Ausgangslage ein typisches multiples lineares Regressionsmodell oder genauer gesagt ein die Normalverteilungsannahme einschließendes klassisches lineares Modell mit {\displaystyle \{y_{i},x_{ik}\}_{i=1,\dots ,n,k=1,\dots ,K}} für {\displaystyle n}. Hierbei bezeichnen die {\displaystyle y_{i}} die zufälligen Zielgrößen (einfachheitshalber im Folgenden kleingeschrieben und damit nicht deren Realisierung gemeint) und die {\displaystyle x_{i}} bezeichnen die fixen Regressoren. Hierbei ist zu beachten, dass zusätzlich zur Dimension der unabhängigen Variablen auch eine zeitliche Dimension hinzugefügt wird, wodurch sich ein lineares Gleichungssystem ergibt, was sich auch matriziell darstellen lässt. Der Zusammenhang zwischen der abhängigen Variablen und den unabhängigen Variablen kann wie folgt dargestellt werden
{\displaystyle y_{i}=\beta _{0}+x_{i1}\beta _{1}+x_{i2}\beta _{2}+\ldots +x_{iK}\beta _{K}+\varepsilon _{i}=\mathbf {x} _{i}^{\top }{\boldsymbol {\beta }}+\varepsilon _{i},\quad i=1,2,\dotsc ,n}.
In Vektor-Matrix-Form auch
{\displaystyle {\begin{pmatrix}y_{1}\\y_{2}\\\vdots \\y_{n}\end{pmatrix}}_{(n\times 1)}\quad =\quad {\begin{pmatrix}1&x_{11}&x_{12}&\cdots &x_{1K}\\1&x_{21}&x_{22}&\cdots &x_{2K}\\\vdots &\vdots &\vdots &\ddots &\vdots \\1&x_{n1}&x_{n2}&\cdots &x_{nK}\end{pmatrix}}_{(n\times p)}\quad \cdot \quad {\begin{pmatrix}\beta _{0}\\\beta _{1}\\\vdots \\\beta _{K}\end{pmatrix}}_{(p\times 1)}\quad +\quad {\begin{pmatrix}\varepsilon _{1}\\\varepsilon _{2}\\\vdots \\\varepsilon _{n}\end{pmatrix}}_{(n\times 1)}}
oder in kompakter Schreibweise
{\displaystyle \mathbf {y} =\mathbf {X} {\boldsymbol {\beta }}+{\boldsymbol {\varepsilon }}}
Hier stellt {\displaystyle {\boldsymbol {\beta }}} einen Vektor von unbekannten Parametern dar (bekannt als Regressionskoeffizienten), die mithilfe der Daten geschätzt werden müssen. Des Weiteren wird angenommen, dass der Erwartungswert des Vektors der Fehlerterme {\displaystyle {\boldsymbol {\varepsilon }}} (in allen Komponenten) 0 ist: {\displaystyle \operatorname {E} ({\boldsymbol {\varepsilon }})={\boldsymbol {0}}}. Diese Annahme bedeutet, dass das Modell grundsätzlich für korrekt gehalten wird und die beobachtete Abweichung als zufällig angesehen wird oder von vernachlässigbaren äußeren Einflüssen herrührt. Hierbei nimmt man von der Datenmatrix {\displaystyle \mathbf {X} \in \mathbb {R} ^{n\times p}} an, dass sie vollen (Spalten-)Rang hat, das heißt, es gilt {\displaystyle {\mbox{Rang}}({\boldsymbol {X}})=p=K+1}. Ferner erwartet man für die Kovarianzmatrix der Fehler, dass {\displaystyle {\mbox{Cov}}({\boldsymbol {\varepsilon }})=\sigma ^{2}\mathbf {I} _{n}} gilt. Des Weiteren wird angenommen, dass die Gauß-Markow-Annahmen gelten, damit man obiges Modell effizient und unverzerrt mittels der Methode der kleinsten Quadrate schätzen kann.

## Allgemeine lineare Hypothese
Eine allgemeine Nullhypothese umfasst eine Anzahl von {\displaystyle a} linearen Restriktionen an die Koeffizienten. Man kann diese allgemeine lineare Hypothese, also die Hypothese bei der das Interesse daran liegt sie zu verwerfen, formulieren als
{\displaystyle H_{0}:{\begin{pmatrix}{\boldsymbol {R}}_{1}\\{\boldsymbol {R}}_{2}\\\vdots \\{\boldsymbol {R}}_{a}\end{pmatrix}}_{(a\times p)}\quad \cdot \quad {\begin{pmatrix}\beta _{0}\\\beta _{1}\\\vdots \\\beta _{K}\end{pmatrix}}_{(p\times 1)}\quad =\quad {\begin{pmatrix}r_{1}\\r_{2}\\\vdots \\r_{a}\end{pmatrix}}_{(a\times 1)}}
beziehungsweise
{\displaystyle H_{0}:{\boldsymbol {R}}{\boldsymbol {\beta }}={\boldsymbol {r}}}
mit {\displaystyle \quad p=K+1}, der {\displaystyle (a\times p)}-Hypothesenmatrix {\displaystyle {\boldsymbol {R}}} und dem {\displaystyle (a\times 1)}-Vektor der Restriktionen {\displaystyle {\boldsymbol {r}}} und dem {\displaystyle (p\times 1)}-Vektor der Regressionskoeffizienten und den {\displaystyle (1\times p)}-Zeilenvektoren {\displaystyle {\boldsymbol {R}}_{i}}. Das Testproblem lautet dann
{\displaystyle H_{0}:{\boldsymbol {R}}{\boldsymbol {\beta }}={\boldsymbol {r}}\quad {\mbox{gegen}}\quad H_{1}:{\boldsymbol {R}}{\boldsymbol {\beta }}\neq {\boldsymbol {r}}},
wobei angenommen wird, dass {\displaystyle \operatorname {Rang} ({\boldsymbol {R}})=a\leq p} gilt. Für den Vektor der Regressionskoeffizienten wird wie für üblich angenommen, dass man ihn mit der Methode der kleinsten Quadrate schätzt.

## T-Test für das multiple Regressionsmodell

### Einzelgleichungsmodell
In vielen Fällen ist man nur daran interessiert eine einzelne Hypothese zu testen, z. B. eine einzelne Linearkombination der Regressionskoeffizienten. Möchte man beispielsweise unter Voraussetzung einer log-linearen Cobb-Douglas-Funktion {\displaystyle y_{i}=\beta _{0}+\beta _{1}x_{i1}+\beta _{2}x_{i2}+\ldots +\beta _{k}x_{iK}} mit {\displaystyle x_{i1}=\log(P_{i1}),x_{i2}=\log(P_{i2}),\ldots ,x_{iK}=\log(P_{iK})}, wobei {\displaystyle P_{i1},\dots ,P_{iK}} Werte der Produktionsfaktoren {\displaystyle P_{1},\dots ,P_{K}} sind, testen, ob konstante Skalenerträge vorliegen, so müsste getestet werden, ob {\displaystyle r_{1}=\sum \nolimits _{k=1}^{K}\beta _{k}=1}. In Vektorschreibweise ergibt sich dann folgendes Hypothesenpaar
{\displaystyle H_{0}:{\boldsymbol {R}}_{1}{\boldsymbol {\beta }}={\begin{pmatrix}0&1&\cdots &1&\cdots &1\end{pmatrix}}{\boldsymbol {\beta }}=r_{1},\quad {\text{vs.}}\quad H_{1}:{\boldsymbol {R}}_{1}{\boldsymbol {\beta }}={\begin{pmatrix}0&1&\cdots &1&\cdots &1\end{pmatrix}}{\boldsymbol {\beta }}\neq r_{1}},
Zunächst gilt es, die Teststatistik für diesen Test aufzustellen. Daher ist man daran interessiert, die Parametrisierung der Verteilung der Linearkombination zu ermitteln. Für die Verteilung ergibt sich
{\displaystyle {\boldsymbol {R}}_{1}{\boldsymbol {\hat {\beta }}}\sim {\mathcal {N}}({\boldsymbol {R}}_{1}{\boldsymbol {\beta }},\sigma ^{2}{\boldsymbol {R}}_{1}(\mathbf {X} ^{\top }\mathbf {X} )^{-1}{\boldsymbol {R}}_{1}^{\top })},
wobei {\displaystyle {\boldsymbol {\hat {\beta }}}=(\mathbf {X} ^{\top }\mathbf {X} )^{-1}\mathbf {X} ^{\top }\mathbf {y} } den Kleinste-Quadrate-Schätzer darstellt.
Man standardisiert zur Standardnormalverteilung {\displaystyle {\mathcal {N}}(0,1)} und erhält, falls die Nullhypothese richtig ist, für die Pivotgröße
{\displaystyle {\frac {{\boldsymbol {R}}_{1}{\boldsymbol {\hat {\beta }}}-r_{1}}{\sqrt {\sigma ^{2}{\boldsymbol {R}}_{1}(\mathbf {X} ^{\top }\mathbf {X} )^{-1}{\boldsymbol {R}}_{1}^{\top }}}}\;\;{\stackrel {H_{0}}{\sim }}\;\;{\mathcal {N}}(0,1)},
dass die Grenzen des zentralen Schwankungsintervalls sie mit der Wahrscheinlichkeit {\displaystyle (1-\alpha )} umschließt, d. h.
{\displaystyle P\left(-z_{\left(1-{\frac {\alpha }{2}}\right)}<{\frac {{\boldsymbol {R}}_{1}{\boldsymbol {\hat {\beta }}}-r_{1}}{\sqrt {\sigma ^{2}{\boldsymbol {R}}_{1}(\mathbf {X} ^{\top }\mathbf {X} )^{-1}{\boldsymbol {R}}_{1}^{\top }}}}<z_{\left(1-{\frac {\alpha }{2}}\right)}\right)=1-\alpha },
wobei {\displaystyle z_{\left(1-{\frac {\alpha }{2}}\right)}} das {\displaystyle (1-{\tfrac {\alpha }{2}})}-Quantil der Standardnormalverteilung ist. Das Problem an diesem Ausdruck ist, dass die Varianz der Störgrößen {\displaystyle \sigma ^{2}=\sigma _{\varepsilon }^{2}} für gewöhnlich unbekannt ist.
Ersetzt man den unbekannten Parameter durch den erwartungstreuen Schätzer für die Störgrößenvarianz {\displaystyle {\hat {\sigma }}^{2}={\tfrac {1}{n-K-1}}\sum \nolimits _{i=1}^{n}{\hat {\varepsilon }}_{i}^{2}} ergibt sich für die Pivotgröße, falls die Nullhypothese richtig ist, die Verteilung
{\displaystyle {\frac {{\boldsymbol {R}}_{1}{\hat {\boldsymbol {\beta }}}-r_{1}}{\sqrt {{\hat {\sigma }}^{2}{\boldsymbol {R}}_{1}(\mathbf {X} ^{\top }\mathbf {X} )^{-1}{\boldsymbol {R}}_{1}^{\top }}}}\;\;{\stackrel {H_{0}}{\sim }}\;\;{\mathcal {t}}(n-p)}.
Die Pivotgröße ist nun, bei Richtigkeit der Nullhypothese, t-verteilt mit {\displaystyle (n-p)} Freiheitsgeraden anstatt normalverteilt.
Dadurch ergibt sich für das Testen der Einzelgleichung folgende Wahrscheinlichkeit
{\displaystyle P\left({{\boldsymbol {R}}_{1}{\hat {\boldsymbol {\beta }}}-t_{\left(1-{\frac {\alpha }{2}}\right)}(n-p){\sqrt {{\hat {\sigma }}^{2}{\boldsymbol {R}}_{1}(\mathbf {X} ^{\top }\mathbf {X} )^{-1}{\boldsymbol {R}}_{1}^{\top }}}}<{\boldsymbol {R}}_{1}{\boldsymbol {\beta }}<{{\boldsymbol {R}}_{1}{\hat {\boldsymbol {\beta }}}+t_{\left(1-{\frac {\alpha }{2}}\right)}(n-p){\sqrt {{\hat {\sigma }}^{2}{\boldsymbol {R}}_{1}(\mathbf {X} ^{\top }\mathbf {X} )^{-1}{\boldsymbol {R}}_{1}^{\top }}}}\right)=1-\alpha }
und somit folgendes Konfidenzintervall
{\displaystyle KI_{1-\alpha }({\boldsymbol {R}}_{1}{\boldsymbol {\beta }})={R_{1}{\boldsymbol {\hat {\beta }}}\pm t_{\left(1-{\frac {\alpha }{2}}\right)}(n-p){\sqrt {{\hat {\sigma }}^{2}{\boldsymbol {R}}_{1}(\mathbf {X} ^{\top }\mathbf {X} )^{-1}{\boldsymbol {R}}_{1}^{\top }}}}}.
Einzelgleichungsmodelle lassen sich nicht nur als F-Test für das multiple Regressionsmodell, sondern alternativ auch als t-Test darstellen.

## F-Test für das multiple Regressionsmodell

### Konstruktion der Teststatistik
Für die Konstruktion der Teststatistik benutzt man folgendes, mithilfe der Annahme der Erwartungstreue des Kleinste-Quadrate-Schätzers und der Rechenregeln für Kovarianzmatrizen, einfach nachzuprüfendes Resultat
{\displaystyle {\boldsymbol {R}}{\boldsymbol {\hat {\beta }}}-{\boldsymbol {r}}\sim {\mathcal {N}}({\boldsymbol {R}}{\boldsymbol {\beta }}-{\boldsymbol {r}},\sigma ^{2}{\boldsymbol {R}}(\mathbf {X} ^{\top }\mathbf {X} )^{-1}{\boldsymbol {R}}^{\top })},
d. h. die Nullhypothese folgt beim vorliegenden klassischem Modell einer Normalverteilung mit Kovarianzmatrix {\displaystyle \sigma ^{2}{\boldsymbol {R}}(\mathbf {X} ^{\top }\mathbf {X} )^{-1}{\boldsymbol {R}}^{\top }} und Erwartungswert {\displaystyle {\boldsymbol {R}}{\boldsymbol {\beta }}-{\boldsymbol {r}}}.
Es kann gezeigt werden, dass die gewichtete Hypothesenquadratsumme unter der Nullhypothese
{\displaystyle Q_{1}={\frac {1}{\sigma ^{2}}}({\boldsymbol {R}}{\boldsymbol {\hat {\beta }}}-{\boldsymbol {r}})^{\top }({\boldsymbol {R}}(\mathbf {X} ^{\top }\mathbf {X} )^{-1}{\boldsymbol {R}}^{\top })^{-1}({\boldsymbol {R}}{\boldsymbol {\hat {\beta }}}-{\boldsymbol {r}})\sim \chi ^{2}(a)}
einer Chi-Quadrat-Verteilung mit {\displaystyle a} Freiheitsgeraden folgt. Hierbei misst {\displaystyle {\boldsymbol {R}}{\boldsymbol {\hat {\beta }}}-{\boldsymbol {r}}} wie weit der geschätzte Wert {\displaystyle {\boldsymbol {\hat {\beta }}}} von der Nullhypothese {\displaystyle {\boldsymbol {R}}{\boldsymbol {\beta }}-{\boldsymbol {r}}=\mathbf {0} } abweicht. Weiterhin ist {\displaystyle ({\boldsymbol {R}}{\boldsymbol {\beta }}-{\boldsymbol {r}})^{\top }({\boldsymbol {R}}{\boldsymbol {\beta }}-{\boldsymbol {r}})} die dazugehörige Summe der quadrierten Abweichungen (Analog zur Residuenquadratsumme).
Diese Summe der quadrierten Abweichungen wird mit der inversen Kovarianzmatrix {\displaystyle ({\boldsymbol {R}}(\mathbf {X} ^{\top }\mathbf {X} )^{-1}{\boldsymbol {R}}^{\top })^{-1}/\sigma ^{2}} gewichtet, weil für eine große Kovarianz ebenso so große Abweichungen {\displaystyle {\boldsymbol {R}}{\boldsymbol {\hat {\beta }}}-{\boldsymbol {r}}} nicht notwendigerweise ein Indikator für {\displaystyle H_{0}} sind. Ein weiteres wichtiges Resultat, das zu Konstruktion der Teststatistik gebraucht wird, lautet
{\displaystyle Q_{2}={\frac {(n-p){\hat {\sigma }}^{2}}{\sigma ^{2}}}\sim \chi ^{2}(n-p)}
Die Teststatistik ergibt sich nun bei stochastischer Unabhängigkeit von {\displaystyle Q_{1}} und {\displaystyle Q_{2}} als
{\displaystyle {\begin{aligned}F\;\;{\stackrel {H_{0}}{=}}{\frac {Q_{1}/a}{Q_{2}/(n-p)}}={\frac {{\frac {1}{a}}({\boldsymbol {R}}{\boldsymbol {\hat {\beta }}}-{\boldsymbol {r}})^{\top }({\boldsymbol {R}}(\mathbf {X} ^{\top }\mathbf {X} )^{-1}{\boldsymbol {R}}^{\top })^{-1}({\boldsymbol {R}}{\boldsymbol {\hat {\beta }}}-{\boldsymbol {r}})}{{\hat {\sigma }}^{2}}}\;\;{\stackrel {H_{0}}{\sim }}\;\;F(a,n-p)\end{aligned}}}.
Aus diesem Resultat wird ersichtlich, dass sich die Teststatistik alternativ auch als Quotient aus dem „mittleren Hypothesenquadrat“ und dem „mittleren Residuenquadrat“
{\displaystyle MQH\equiv {\frac {SQH}{\operatorname {Rang} ({\boldsymbol {R}})}}\quad } und {\displaystyle \quad MQR\equiv {\frac {SQR}{\operatorname {Rang} ({\boldsymbol {Q}})}}},
darstellen lässt also als
{\displaystyle {\begin{aligned}F\;\;{\stackrel {H_{0}}{=}}{\frac {MQH}{MQR}}={\frac {{\frac {1}{\operatorname {Rang} ({\boldsymbol {R}})}}({\boldsymbol {R}}{\boldsymbol {\hat {\beta }}}-{\boldsymbol {r}})^{\top }({\boldsymbol {R}}(\mathbf {X} ^{\top }\mathbf {X} )^{-1}{\boldsymbol {R}}^{\top })^{-1}({\boldsymbol {R}}{\boldsymbol {\hat {\beta }}}-{\boldsymbol {r}})}{{\frac {1}{\operatorname {Rang} ({\boldsymbol {Q}})}}({\boldsymbol {y}}-\mathbf {X} {\boldsymbol {\hat {\beta }}})^{\top }({\boldsymbol {y}}-\mathbf {X} {\boldsymbol {\hat {\beta }}})}}\end{aligned}}},

wobei {\displaystyle \operatorname {Rang} ({\boldsymbol {Q}})} der Rang der residuenerzeugenden Matrix darstellt und {\displaystyle \operatorname {Rang} ({\boldsymbol {R}})} der Rang der Hypothesenmatrix darstellt. Dividiert man die Quadratsummen durch {\displaystyle a} (bzw. {\displaystyle n-p}), erhält man mittlere Abweichungsquadrate. Dies ist sinnvoll, da für mehr Hypothesen (Beobachtungen) auch größere Abweichungen zu erwarten sind. Diese Teststatistik stellt das Gerüst und die Basis für das Testen allgemeiner linearer Hypothesen und Intervallschätzer für den unbekannten Vektor {\displaystyle {\boldsymbol {R}}{\boldsymbol {\beta }}} dar. Wie für gewöhnlich ist diese Teststatistik sensitiv für das Testproblem, d. h. wenn also die Abweichung {\displaystyle {\boldsymbol {R}}{\boldsymbol {\hat {\beta }}}-{\boldsymbol {r}}} groß relativ zur Fehlervarianz ist, so spricht dies gegen {\displaystyle H_{0}}
Um den Test schließlich durchzuführen, benutzt man entsprechende Quantile der F-Verteilung. Die Nullhypothese wird abgelehnt, wenn
{\displaystyle F>F(a,n-p)},
die F-Statistik also größer als der kritische Wert {\displaystyle F(a,n-p)} ist. Der kritische Wert kann anhand einer Quantil-Tabelle der F-Verteilung abgelesen werden.